# Фронти (Катанцаро)
Фронти је насеље у Италији у округу Катанцаро, региону Калабрија.
Према процени из 2011. у насељу је живело 803 становника. Насеље се налази на надморској висини од 545 м.